# Narok (Kenya)
Pour les articles homonymes, voir Narok.
Narok ou Narok Town est une ville du comté de Narok au Kenya, située au sud-ouest de Nairobi, capitale du pays. La ville compte environ 40 000 habitants, principalement des Maasai. 

## Géographie
Elle est située au sud-ouest du pays, dans des zones rurales, près de la vallée du Grand Rift, et est la dernière ville importante sur la route entre Nairobi et la réserve de Maasai Mara.
La ville se trouve entre 1 829 et 1 998 mètres d'altitude, avec une moyenne de 1 904 mètres.

## Éducation
La ville de Narok dispose de plusieurs écoles primaires et secondaires, ainsi que d'une université, la Maasai Mara University (en), ayant près de dix mille étudiants.

## Économie
Narok est une ville principalement agricole, où on peut trouver cultures (notamment du blé) et bétail, lui permettant d'être un marché régional avec notamment des épiceries et des restaurants, ayant de nombreux produits agricoles à sa disposition. En outre, le rendement agricole a été accru par la conversion des agriculteurs de la région à l'agroécologie, ce qui a permis une récolte "exceptionnelle" en 2022, les sols n'étant plus pollués par des engrais chimiques.
Il est également possible de trouver quelques carrières aux alentours de la ville, même si certaines ont été fermées pour exploitation illégale.
La ville kenyane est aussi bénéficiaire du tourisme, étant sur la route pour se rendre à la réserve de Maasai Mara, tirant 10 milliards de shillings kenyans par an.
En outre, l'économie locale jouit de la politique menée par la ville, celle-ci contrôlant de manière efficace la croissance urbaine, notamment dans l'utilisation des terres, et investissant dans de meilleurs équipements, ayant notamment fait construire un nouveau réseau d'égouts coûtant 1,7 milliard de shillings kenyans, l'ancien étant obsolète, afin de supporter la croissance de la ville.
On peut aussi y trouver un commerce de perles, dont l'importance s'est accrue à la suite de l'afflux de touristes après la Covid-19, ainsi que des efforts du gouvernement kenyan, ce dernier souhaitant ouvrir à la mondialisation ces perles.

## Transports
Le centre ville de Narok est entièrement goudronné, le réseau routier aux alentours est considéré comme bon, ayant notamment profité des investissements gouvernementaux.
Narok a été doté d'une gare routière, construite en février 2023 afin de réglementer le système de taxis dans la ville, initiative largement approuvée par les conducteurs. Cette gare, financée avec l'aide de la Banque Mondiale, offre près de 300 places.

## Sports
Narok abrite un stade pouvant accueillir jusqu'à 30 000 personnes.
La ville accueillera les jeux KECOSO 2023, tournoi multisport, disposant de bonnes infrastructures hôtelières ainsi que de bonnes dispositions afin d'assurer la sécurité de l'évènement.